# Чічка-Андрієнко Клим Андрійович
Клим Андрі́йович Чі́чка-Андріє́нко (19 липня 1888, Копичинці — 5 березня 1967, Роттенбург) — український співак-тенор і педагог з Галичини.
Зять Кирила Трильовського.

## Біографія
Народився 19 липня 1885 року в м. Копичинці Чортківської округи (тепер Гусятинський район, Тернопільська область, Україна). Батько — Андрій Чічка — був активним міщанином, брав участь у громадському житті міста. Пізніше ім'я батька трансформувалось у артистичний псевдонім співака. Мама Клима Чічки — Теодора Демків, походила з родини Павла Демкова та Марії Шпікули. Саме батьки були першими наставниками і учителями, котрі прищепили Климові любов до пісні, до музичного мистецтва.
Закінчивши навчання в школі рідного містечка Копичинці, Клим Чічка вступає до вчительської семінарії в Тернополі (закінчив 1907 року). Після закінчення Тернопільської гімназії він чотири роки учителював у Городниці. Клим Чічка також вчителював і на гімназійних курсах у рідних Копичинцях. Про це пише у своїх спогадах доктор Михайло Соневицький: «Найбільшою перешкодою для розвитку нашого приватного шкільництва в тих часах була недостача кваліфікованих учителів. Австрійські шкільні закони очевидно, вимагали відповідно кваліфікованого керівника школи і вчителів. Тим то Копичинецька гімназія не могла зразу називатись гімназією, а тільки гімназійними курсами. На фотографії цієї школи в календарі „Просвіти“ на 1911 рік, я бачив трьох учителів: абсольвента філософії — Миколу Бабина, що опісля перейшов на посаду до гімназії УПТ в Рогатині, учителя народної школи Клима Чічку і абсольвента прав –Дениса Ястрембського.»
З 1904 по 1914 роки Клим Чічка вчителював у Копичинецькій гімназії.
У 1914 році Клим Чічка вирішує йти до війська і опиняється згодом у таборовій гімназії, де стає вчителем співу та математики. Після війни Чічка працює в центральній управі Рідної школи у Львові і навчається на курсі права у Львівському університеті. Працює і навчається, але не залишає улюбленого співу.
У 1916 році він одружується з Марією Трильовською, донькою відомого громадського діяча Кирила Трильовського.
За порадою дружини  у 1922 році він переїжджає до Відня, де продовжує навчатися співу у професора Високої Музичної Школи –Ранієрія-Горбовського. Пізніше, повернувшись до Львова Чічка студіює спів у професора Фляма- Фломянського. У 1922 році Клим Чічка під псевдонімом Клеменс Квятковскі стає членом Львівської опери, виконуючи там часто головні, найскладніші ролі. Він співав у операх: «Тоска» Дж. Пуччіні, «Паяци» Леонковалло, «Нюрнберзькі мейстерзінгери» Вагнера, «Євгеній Онєгін» П.Чайковського.
Перебуваючи довгі роки на еміграції Клим Чічка- Андрієнко спілкувався і листувався зі своїми земляками, котрі проживали в Німеччині і в США. Збереглися його листи та поштові листівки* адресовані відомому композитору, уродженцю Гадинковець(село біля Копичинець) Ігору Соневицькому, який проживав у Нью_Йорку.
У травні 1964 року Клим Чічка-Андрієнко надсилає Ігору Соневицькому докладного листа(25 сторінок), в котрому описує свою працю в ділянці вокальної педагогіки і висловлює надію, що з Божою поміччю він завершить свою багатолітню роботу, котра буде оцінена майбутніми поколіннями.
У 50-70 роки Клим Чічка очолював власну музичну школу в Ротенбурзі. Навчав учнів за власною методикою, удосконалював їх природні задатки, направляючи у правильне русло, знайомив з азами оперного співу, та переконував у тому, що великою працею можна осягнути справжніх вершин. Свій досвід і вміння передавав своїм вихованцям. В останні роки він працював над книжкою «Про модерний вишкіл голосу». На жаль, не закінчив цієї праці, бо помер на 82 році життя.

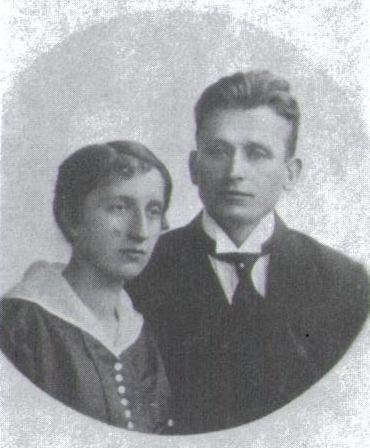
Клим Чічка-Андрієнко з дружиною Марією Трильовською. Відень, 1918 р.

Помер Клим Чічка-Андрієнко 5 березня 1967 року в Ротенбурзі (провінція Гессен), у західній Німеччині. 

## Творчість
Упродовж 1925—1927 років Клим Чічка виступав у Львові на українських концертах, де виконував арії з опер, твори Миколи Лисенка, Дениса Січинського, Станіслава Людкевича, Нестора Нижанківського, а також українські народні пісні. Тоді ж не довгий час працював викладачем Вищого Музичного інституту в Львові. В різних часописах, журналах і календарях публікував статті; зібрав фактичні дані та описав і проаналізував становище і проблеми української школи і освіти під Польщею в книжці «Українські школи в Галичині в світлі законів і практики», яку видав під псевдонімом К.Федорович.
Йому потрібно завдячувати і за допомогу, яка надійшла з Америки для товариства «Рідна школа». За ініціативою Клима Чічки, його товариш Лев Ясінчук їздив до США і Канади, де провів збір коштів на фонд «Рідної школи», що дало можливість проводити більш активну роботу над освітою української молоді.
Клим Чічка займав активну життєву позицію справжнього українця і багато часу віддавав громадській діяльності, завжди вірив, що його праця стане потрібною рідній Україні.
Професійно займаючись музикою, досліджуючи проблеми вокалу і майстерність голосового виконання він вирішує їхати до Берліна.
Клим Чічка вивчив і проаналізував всю доступну наукову і педагогічну літературу, результатом його роботи стали ґрунтовні дослідження на такі теми:
1. «Вирішення проблеми вишколення голосу.»
2. «Підсвідомий процес при співанню.»
3. «Віддих при співанню»
4. «Душа і техніка.»
5. «Чи є можливе вирішення проблеми школення голосу за наукою Гельмгольца про краски голосу і за його теорією.»
6. «Фальсет як творчий елемент тону».
7. «Практичний вишкіл голосу.»

В своїх працях Клим Чічка узагальнив усі дослідження в галузі вокалу і здійснив критичний аналіз.
Займаючись науковою діяльністю митець не забуває про удосконалення власного голосу і вокалу, працює над високо- майстерним виконанням оперних арій, народних пісень. Він вчиться сам і навчає своїх колег, продовжуючи ще традицію зі Львова, де між його учнями були також і товариші –співаки, солісти і члени хору.
Багато уваги присвячує Клим Чічка лікуванню голосових органів і отримує добрі результати в цій сфері, підтвердженням чого є позитивний результат терапії берлінського лікаря Вільгельма Луфтіха в 1930 році.
Удосконаливши свій спів, у 1934 році Клим Чічка- Андрієнко відновлює мистецьку діяльність і з надзвичайним успіхом виступає в музичному салоні Бергін-Бронсгест в Берліні, та в концертному залі Бетховена.
Цікавим є ще те, Клим Чічка –Андрієнко знімався у Німеччині у двох кінофільмах «Бокаччо» та «Година спокуси»(1937 рік), а також записав у німецькій фірмі звукозапису «Telefunken» ряд творів українських і зарубіжних композиторів, а також українські народні пісні.
Після 1945 року Клим Чічка — Андрієнко поновив співацьку діяльність. Виступав з концертами у Німеччині ,Польщі, Франції, Швеції, Італії, Нідерландах. У свій репертуар він завжди включав крім відомих оперних партій світових композиторів, пісні рідного народу, твори українських авторів — М. Лисенка, Д. Січинського, С. Людкевича, О. Нижанківського. 

## Про Клима Чічку-Андрієнка та його талант
Професор Людвіг Гесс відзначив, що це «один з найбільш феноменальних голосів, які я коли-небудь чув у моєму житті, це безсумнівний співочий геній» .
Високу оцінку дала Климу Чічці Дортмундська газета «Вестфаліше Ляндцайтунг» 1938 рік, яка під заголовком «Новий Карузо» повідомляла: «… Андрієнко в голосових можливостях перевищує Карузо. Це величавий голос- неначе широкий плавучий струм, над яким мерехтить сяйво чудової краси. Ще довго, коли Андрієнко вже не співає, звучить в вухах цей чудовий голос. А переживання, якими нас обдаровує стають незабутні…»
Доктор Зенон Кузеля, (етнограф, фольклорист, мовознавець, професор Вільного університету у Празі та Українського Наукового Інституту в Берліні) після концерту під враженням почутого направив листа Маестро: «Дорогий пане Андрієнко, не мавши змоги особисто погратулювати вам великого успіху на вашім концерті, роблю це сьогодні писемно від себе і жінки. Було прекрасно і ми всі тішилися і одушевлялися. Це був великий успіх, що дасть вам заслужено відкрити двері у широкий світ. Тож ще раз щирі бажання і привіт».*
Газета «Dortmunder Zeitung» писала: «Цей тенор є справжнім співочим феноменом, подиву гідної, єдиної у своїм роді рідкої вартости, Звукове насилювання тонів очаровує своєю красою . І хоч цей голос уже прозвучить, залишається він і надалі якоюсь звуковою субстанцією, якимось слуховим переживанням».
Газета «National Zeitung» повідомляла: «Його спів є правдивий, є висловом і проявом правдивого музики і Богом обдарованого мистця. Чудова культура голосу й вимови. Безперервна буря оплесків».
Берлінська газета « Neue Zeit» зазначала: «Феноменальний голос з блискучими верхами, найширшим волюменом, чарівливою милозвучністю в усіх позиціях, домагається порівняння з найвизначнішими співаками…»
Газета « Solinger Tageblatt» друкувала такі слова: «Солінгер пізнало його перший раз і привітало його з одушевленням. Це тенор, якого дуже рідко можна почути. Його голос визначається подиву гідною повнотою і силою та чаром…» .
Газета «La Renaissance» Париж, захопливо констатувала: «Замітний тенор, які рідко родяться, а ще рідше доходять до такої голової техніки…Блискучу технічну голосову передачу одухотворяють глибоко-внутрішні відчуття і темперамент.»
Маестро Ренато Вірджіліо, довголітній акомпаніатор Карузо писав: «Це щось найбільш досконалого, що мені довелося почути в останніх роках. Коли я слухаю Андрієнка, пригадуються мені найбільші співаки моєї батьківщини».
В 1938 році в журналі «Українська Музика» В.Барвінський так писав про Клима Чічку –Андрієнка: «Наш співак Клим Андрієнко, що вже багато років проживає в Берліні (відомий у Галичині з своїх давніших виступів, також у Львівській опері), здобув собі в останніх роках надзвичайні успіхи і признання чужинної фахової критики, що на жаль цілком не доходило до відому нашого громадянства, або з дуже значним спізненням. Перший концерт нашого співака в Берліні відбувся ще в 1934 році (про нього реферував у „Ділі“ Антін Рудницький.) та концерти К. Андрієнка в травні 1937 року і в лютому 1938 у найбільшій репрезантаційній салі Берлінської філармонії, з'єднали йому просто ентузіястичне прийняття публіки і критики, яка не завагалась поставити нашого співака поруч з найвизначнішими світовими репрезентантами співочого мистецтва…»
У статті В.Леника в газеті «Український самостійник» згадується, що останні роки на чужині для співака були дуже важкими, та він й надалі займався улюбленою науково-дослідницькою працею, маючи надію, що українське суспільство таки присвятить більше уваги мистецтву і подбає, щоб його праці були надруковані і стали основою для викладачів українських державних консерваторій у вільній українській державі, а також принесли славу українській музичній науці на батьківщині та в цілому світі."

### Періодичні видання
- 1. «Світ», жовтень 1927 рік, «К.Чічка-Андрієнко» (автор не вказаний)
- 2. «Іл. Вісті», березень 1941 рік «Наші мистці в Німеччині» (автор не вказаний)
- 3. Вісник Надзбруччя .Л.Дубас, В.Братак «Нашого цвіту та по всьому світу»…-1992.- № 60-61 -15 вересня. С.2
- 4. Просвіта. Іванків о. « Один з когорти великих»(Про Клима Чічку- Андрієнка).- 1993.- серпень№ 6(18).с.4
- 5. Тернопіль. Клим Чічка- Андрієнко.- 1992.- Дод№ 3,с.36.
- 6. Український самостійник. В.Леник "Оперний співак і педагог співу: Клим Чічка-Андрієнко. -1953.- 6 грудня. С.1
- 7. Література і мистецтво. С.Фодчук «Клим Чічка — співак- віртуоз і педагог.» — * 1967.- 21 жовтня № 10 (172).
- 8. Свобода. «Клим Чічка- Андрієнко помер у Німеччині» — 1967. 24 березня.
- 9. Новий шлях. "Клим Чічка — Андрієнко, співак і педагог . (у першу річницю смерті) — 1968. — 11 травня.
- 10. Шлях Перемоги « У 5-ту річницю». 1972- 24 грудня.
- 11. Українська музика. Хроніка і рецензії.- 1938. — Ч 7-8.- с.139-141.
- 12. Посвіт. С.Іванків « Клим Чічка- Андрієнко»-1993.- березень, с.4.
- 13. Нова Зоря «На честь славетного співака».-1993.-25 червня(113), с.4
- 14. «Музика». Стефанія Павлишин. « Безсумнівний герой співу».1995- № 4, с.24-25.
- 15. Свобода. І.Дуда «Тернопільщина мистецька» ,1992 р.,2 квітня.
- 16. Ювілейна книга української гімназії у Тернополі 1898—1998рр)
- Стефанія Павлишин . Климентій Чичка.
- Тернопіль- Львів 1998.с.674.
- 17. За вільну Україну. Славетному співакові присвячується. (Вечір пам"яті з нагоди110-ї річниці від дня народження Клима Чічки).1995, 2 вересня.
- Європейські газети, в котрих були рецензії на виступи Клима Чічки-Андрієнка:
- 18. Westfalissche Landeszeitung (м. Дортмунд)1941 р.
- 19. Dortmunder Zeitung
- 20. Solinger Tageblatt
- 21. National Zeitung (м. Ессен)
- 22. Neue Zeit (м. Берлін)
- 23. Steglitzer Anzeiger
- 24. Bergische Zeitung
- 25. Allgem. Musikzeitung (м. Берлін)
- 26. Morgenpost
- 27. Essener Anzeiger
- 28. Rotterdamsch (Голландія)
- 29. Nieuwsblad
- 30. La Renaissance (м. Париж)1941 р.